# Triple Intervención

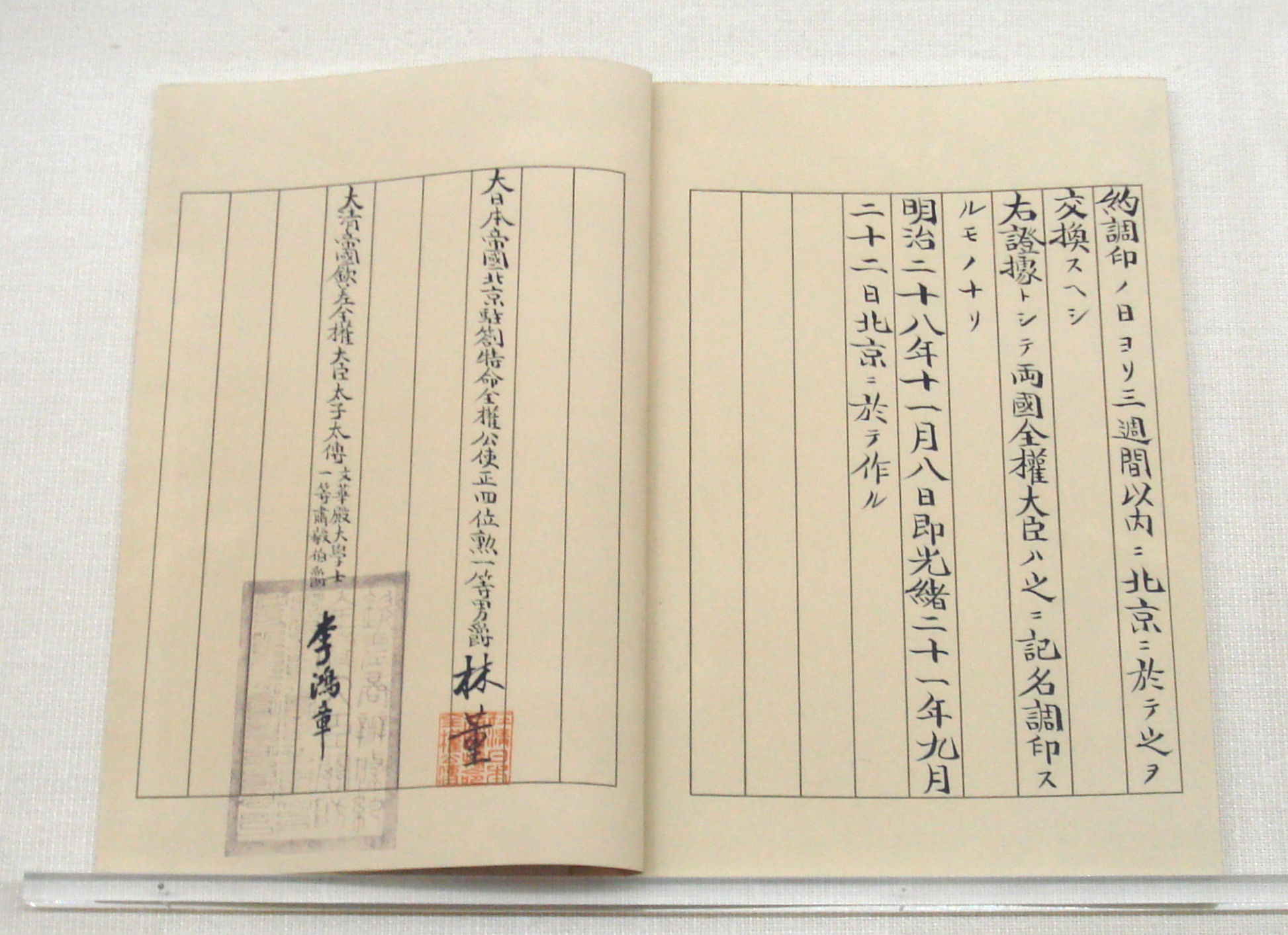
Convención de retroceso en la península de Liaodong, 8 de noviembre de 1895.

La Triple Intervención fue una intervención diplomática por parte de las potencias del Imperio ruso, Imperio alemán y Francia el 23 de abril de 1895, a raíz de los términos del Tratado de Shimonoseki firmado entre el Imperio del Japón y la China Imperial, gobernada por la dinastía Qing, que había puesto fin a la primera guerra sino-japonesa (1894-1895).

## Tratado de Shimonoseki
De acuerdo con los términos del Tratado de Shimonoseki, a Japón le fue asignada la Península de Liaodong, incluida la ciudad portuaria de Lüshunkou (conocida como Port Arthur), que había conquistado a China, además de la isla Formosa y las Islas Pescadores y la cesión de la soberanía de Corea. Inmediatamente después a que los términos del tratado se hicieran públicos, el gobierno ruso expresó su preocupación acerca de la adquisición japonesa de la península de Liaodong y el posible impacto de los términos del tratado en la estabilidad de China. Esta preocupación partía de los intereses rusos en la zona, ya que tenía como objetivo crear una esfera de influencia en China que incluyera Port Arthur.
Rusia persuadió a  Francia y a Alemania para presionar diplomáticamente a Japón con la intención de que esta devolviera el territorio a China a cambio de una mayor indemnización.

## Presión diplomática de las potencias europeas
Como se menciona anteriormente, el Imperio ruso tenía mucho que ganar con la intervención. En los años precedentes, Rusia ha estado aumentando lentamente su influencia en el Lejano Oriente con la construcción del ferrocarril transiberiano y la adquisición de un puerto de aguas cálidas que permitirían a Rusia  consolidar su presencia en la región y ampliarla hacia el resto de la región Asia-Pacífico. Rusia no esperaba que Japón venciera en la guerra contra China y la caída de Lüshunkou  en manos de los japoneses frenaba la posible adquisición de un puerto accesible en China.
Francia, por su parte, se vio obligado a unirse al Imperio ruso en el marco de la alianza franco-rusa con sendos tratados en 1892 y 1894. Aunque los banqueros franceses tenían intereses financieros en Rusia (especialmente los ferrocarriles), Francia no tenía ambiciones territoriales en Manchuria, pues sus objetivos estaban en el sur de China (guerra franco-china). A esto se unía que París en realidad mantenía relaciones cordiales con el imperio japonés e incluso había colaborado militarmente con la potencia asiática: asesores militares franceses habían sido enviados para entrenar al Ejército Imperial Japonés, y un número de naves japonesas habían sido construidas en astilleros franceses. Sin embargo, pesaba más la recién alianza franco-rusa que había permitido obtener el primer aliado serio desde 1871; Francia no estaba dispuesta a volver al aislamiento internacional impuesto por la diplomacia bismarckiana.
El Imperio alemán tenía dos razones para apoyar a Rusia; por un lado, su deseo de desviar al Imperio ruso hacia el este y lejos del Báltico, y en segundo lugar conseguir el apoyo ruso en el establecimiento de nuevas concesiones territoriales alemanas en China. El gobierno alemán tras la destitución de Bismarck en 1890 había dado un giro en su política exterior, la alianza con San Petersburgo se había roto con la no renovación del Tratado de reaseguro y el posterior acercamiento franco-ruso. El motivo era el intento de acercamiento al Reino Unido, pero la falta de un compromiso total por parte británica llevó al gobierno alemán a intentar retomar cierto acercamiento a Rusia mediante el apoyo a su política oriental.
Finalmente, el Reino Unido no se adhirió a esta alianza, pues su objetivo era limitar la influencia rusa en la zona, con la que mantenía litigios en Asia Central, además del posible desmembramiento del Imperio Chino por parte de otras potencias europeas y que afectaría a la llamada política de puertas abiertas, y con ello al comercio británico. El gobierno de Londres intentó neutralizar el apoyo alemán pero fracasó. La política británica en la zona no obtuvo resultados hasta principios del siglo XX, cuando firmó un acuerdo de neutralidad comercial en la zona con el Imperio alemán, acuerdo del Yangtse (1900), y una posterior alianza anglo-japonesa en 1902, cuando su relación con Berlín comenzó a distanciarse a raíz del fracaso de alianza en 1901.

## Expansión rusa
Ante esta injerencia de las potencias europeas, el gobierno japonés accedió a regañadientes, ya que la intercesión diplomática británica y estadounidense no llegaba, a esto se unía que Japón no estaba en condiciones de resistir militarmente a tres potencias europeas. El 5 de mayo de 1895, el primer ministro japonés Ito Hirobumi anunció que retiraría las fuerzas japonesas de la península de Liaodong a cambio de una indemnización adicional de 30 millones de taeles. El acuerdo final se concretó en la Convención de Pekín, 8 de noviembre de 1895, donde la provincia de Fêngtien, que correspondía a la península de Liaodong, fue devuelta a China. Las últimas tropas japonesas abandonaron la península en diciembre de ese mismo año.
La acción rusa había tenido éxito ya que un año después, el gobierno chino aprobó la concesión para unir por ferrocarril la ciudad rusa de Chitá con dicha península a través de Harbin. Acto seguido, en noviembre de 1897, la flota rusa comenzó a operar en la zona teniendo como base Lüshunkou (Port Arthur) y en marzo de 1898 Rusia obtenía, a través de un tratado de cesión, el protectorado de una parte de la península de Liaodong por veinticinco años. La influencia rusa en la zona se completó con las obras de fortificación de la ciudad y el puerto. China, tras el levantamiento nacionalista de 1900 contra los intereses extranjeros, intentó conseguir la retirada de fuerzas rusas en la zona de Manchuria mediante la firma de un convenio (1902) pero el gobierno ruso, que deseaba la ratificación de sus territorios como anexiones, paralizó la evacuación en 1903.

## Consecuencias
La derrota china debilitó su imagen exterior y facilitó la penetración extranjera. Entre 1895 y 1900 se sucedieron las concesiones del gobierno chino a las potencias extranjeras: Francia en la zona sur de China (1895), sendos tratados fronterizos ventajosos (1897 y 1898) y la concesión en Kuangchauwan (1898). Alemania obtuvo Kiau Chau (1898); Japón Chongqing, Suzhou y Hangzhou (1897), y Shashi (1898); Reino Unido obtuvo Weihaiwei (1898), así como la ciudad de Tianjin fue objeto de concesiones a ocho potencias europeas. Además de cesiones territoriales, el gobierno chino concedió concesiones sobre ferrocarriles y puertos en todo el territorio nacional.  
Todo este movimiento ruso produjo indignación en el gobierno imperial del Japón que presionó para el cumplimiento de lo acordado en Pekín en 1895 sin obtener resultados concretos. Esta humillación a manos de las potencias europeas contribuyó a un sentimiento de desagravio en Japón que se tradujo en un aumento de la industria pesada y de las fuerzas armadas, en especial la marina. Japón, además, buscó formar alianza con el principal enemigo de Rusia, el Reino Unido, y que se concretó con un acuerdo anglo-japonés en 1902. 
La tensión ruso-japonesa en la zona se mantuvo hasta que Japón resolvió mediante el conflicto, Guerra Ruso-Japonesa (1904-1905), la supremacía en la zona y expulsó al Imperio ruso de su área de influencia. 